# SN 2006em
SN 2006em – supernowa typu Ia-pec odkryta 25 sierpnia 2006 roku w galaktyce NGC 911. W momencie odkrycia miała maksymalną jasność 17,50m.